# Любин
Вижте пояснителната страница за други значения на Любин.
Любин (на македонска литературна норма: Љубин; на албански: Lubini) е село в община Сарай, Северна Македония.

## География
Селото е разположено в западния край на Скопското поле, на левия южен бряг на река Вардар на един километър западно от общинския център Сарай и на практика е квартал на столицата Скопие.

## История
Според преброяването от 2002 година Любин има 2044 жители.
| Националност     | Всичко |
| северномакедонци | 4      |
| албанци          | 1099   |
| турци            | 3      |
| роми             | 0      |
| власи            | 0      |
| сърби            | 0      |
| бошняци          | 914    |
| други            | 24     |

## Личности
Родени в Любин
- Ризван Сулеймани (р. 1957), политик от Северна Македония